# Malur canós negre
El malur canós negre (Amytornis housei) és una espècie d'ocell de la família dels malúrids (Maluridae) que habita zones rocoses amb arbusts espinosos del nord d'Austràlia Occidental.